# Gymnospermium

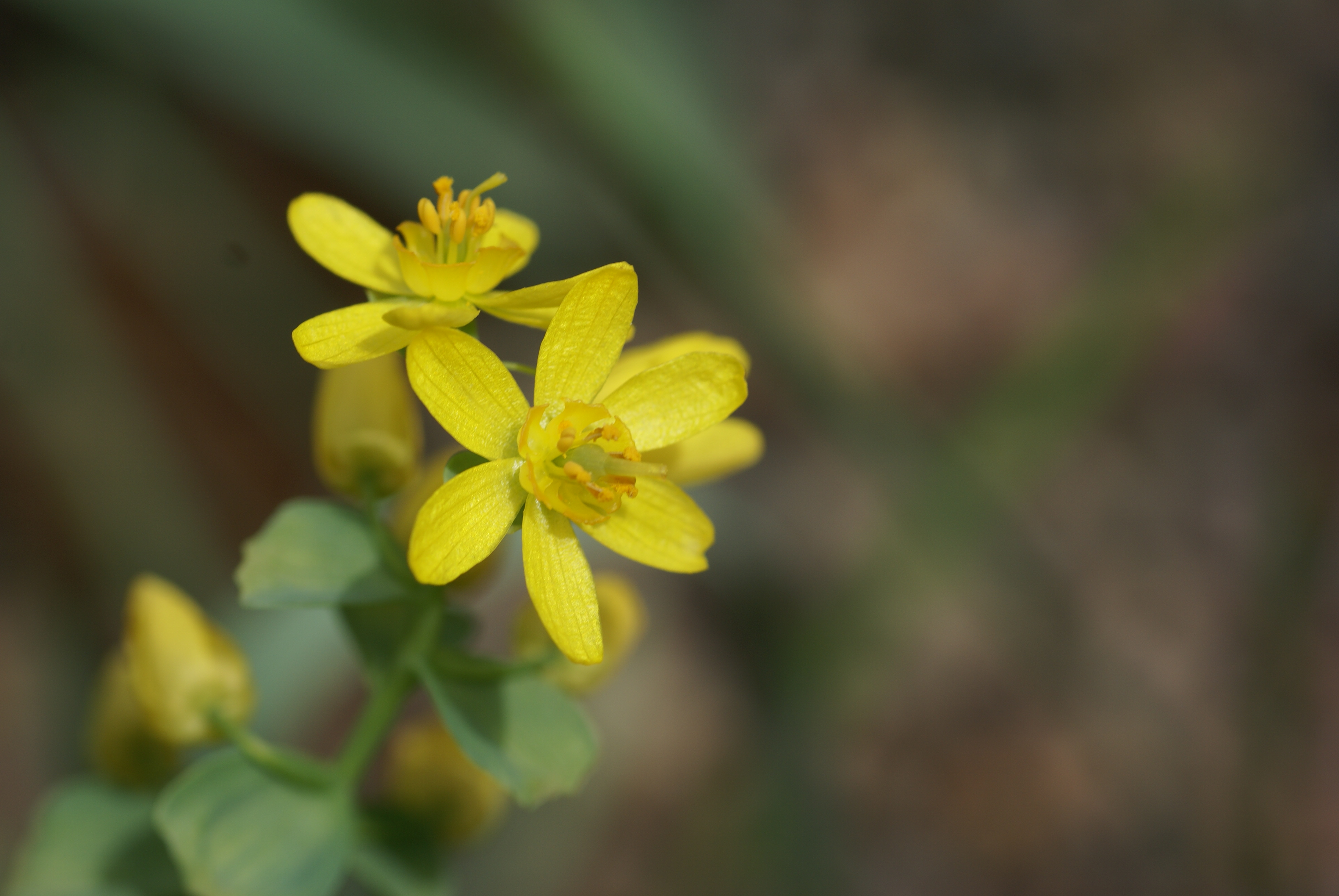
Gymnospermium altaicum

Gymnospermium – rodzaj bylin z rodziny berberysowatych (Berberidaceae). Obejmuje 11 gatunków występujących głównie w Azji środkowej, na wschodzie 3 gatunki sięgają zasięgiem do Chin (jeden jest tam endemitem), jeden gatunek rośnie w Europie wschodniej. Wszyscy przedstawiciele rodzaju rosną w miejscach suchych, odsłoniętych, także na polach uprawnych. Kwitną wiosną, latem pędy nadziemne zamierają i niekorzystną porę roku rośliny spędzają w postaci bulw.

## Morfologia
PokrójNiewielkie, nagie byliny z kulistymi lub nieregularnymi bulwami, z których wyrasta wiosną nierozgałęziony pęd.
LiściePodzielone, dwu- i trójdzielne, czasem trójlistkowe.
KwiatyNiewielkie (do 2,5 cm średnicy), zebrane w groniasty kwiatostan szczytowy, zwisające. Okwiat z dwóch okółków złożony, przy czym listki okółka zewnętrznego barwne, zwykle żółte z czerwonymi żyłkami. 6 listków okółka wewnętrznego jest krótszych, są rurkowate i pełnią funkcję miodników. Pręcików jest 6. Słupek pojedynczy z górną zalążnią jednokomorową z 2-4 zarodkami, długą szyjką szyjką i drobnym znamieniem.
OwoceKilkunasienne torebki o średnicy poniżej 8 mm. Otwierają się przed dojrzeniem nasion, które są kuliste i bardzo twarde.

## Systematyka
Pozycja systematyczna według APweb
Rodzaj należy do podrodziny Berberidoideae, rodziny berberysowatych (Berberidaceae) zaliczanej do jaskrowców (Ranunculales).
Wykaz gatunków
- Gymnospermium albertii (Regel) Takht.
- Gymnospermium altaicum (Pall.) Spach
- Gymnospermium darwasicum (Regel) Takht.
- Gymnospermium kiangnanensis (P.L.Chiu) Loconte
- Gymnospermium microrrhynchum (S.Moore) Takht.
- Gymnospermium odessanum (DC.) Takht.
- Gymnospermium shqipetarum Papar. & Qosja
- Gymnospermium silvaticum (Freitag) Takht.
- Gymnospermium smirnovii (Trautv.) Takht.
- Gymnospermium sylvaticum (Freitag) Browicz
- Gymnospermium vitellinum M.Král